# Église Saint-Cyr-et-Sainte-Julitte de Champagnole
L’église Saint-Cyr et Sainte-Julitte de Champagnole est une église du XVIIIe siècle située à Champagnole dans le Jura, dotée d'un clocher à dôme à impériale (ou clocher comtois traditionnel de Franche-Comté). Elle est dédiée aux martyrs du IIIe siècle sainte Julitte et à son fils saint Cyr et est inscrite aux monuments historiques depuis 1994.

## Historique
Entre 1750 et 1755 cette église est construite sur la place centrale de Champagnole, à côté de l'actuel hôtel de ville, à l'emplacement d'une église primitive du Ve siècle. Elle est agrandie de deux nefs latérales en 1789. 

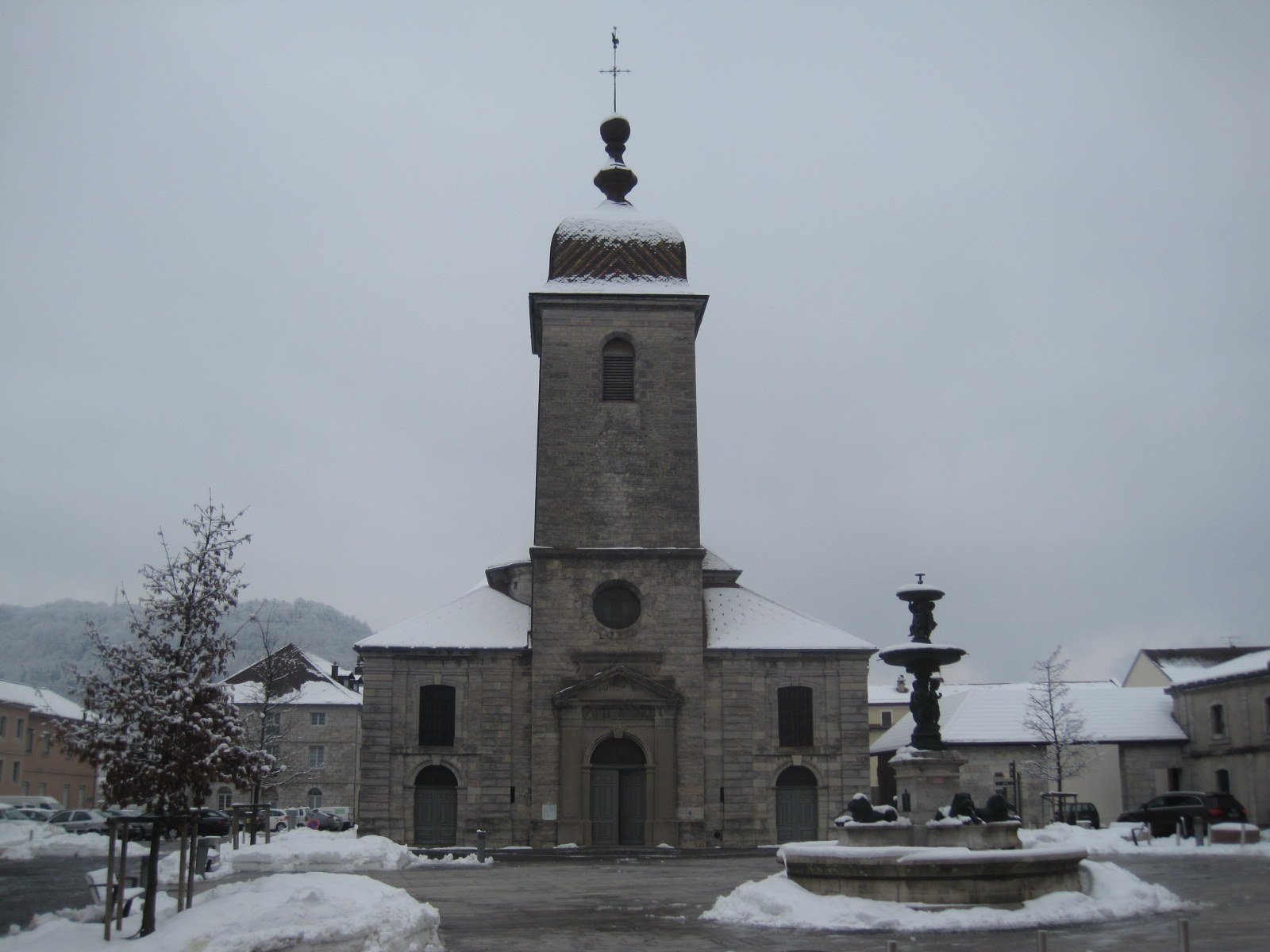
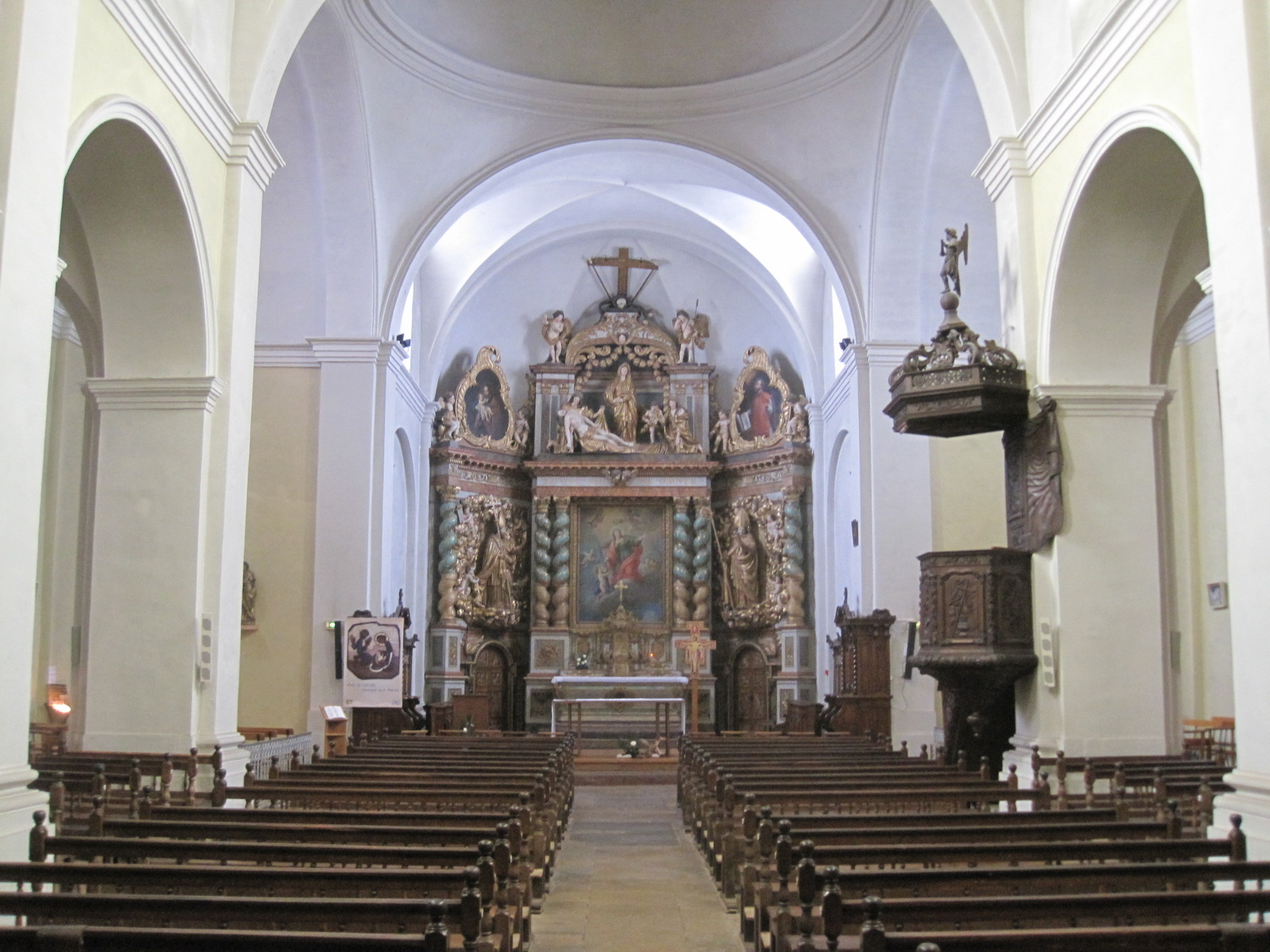
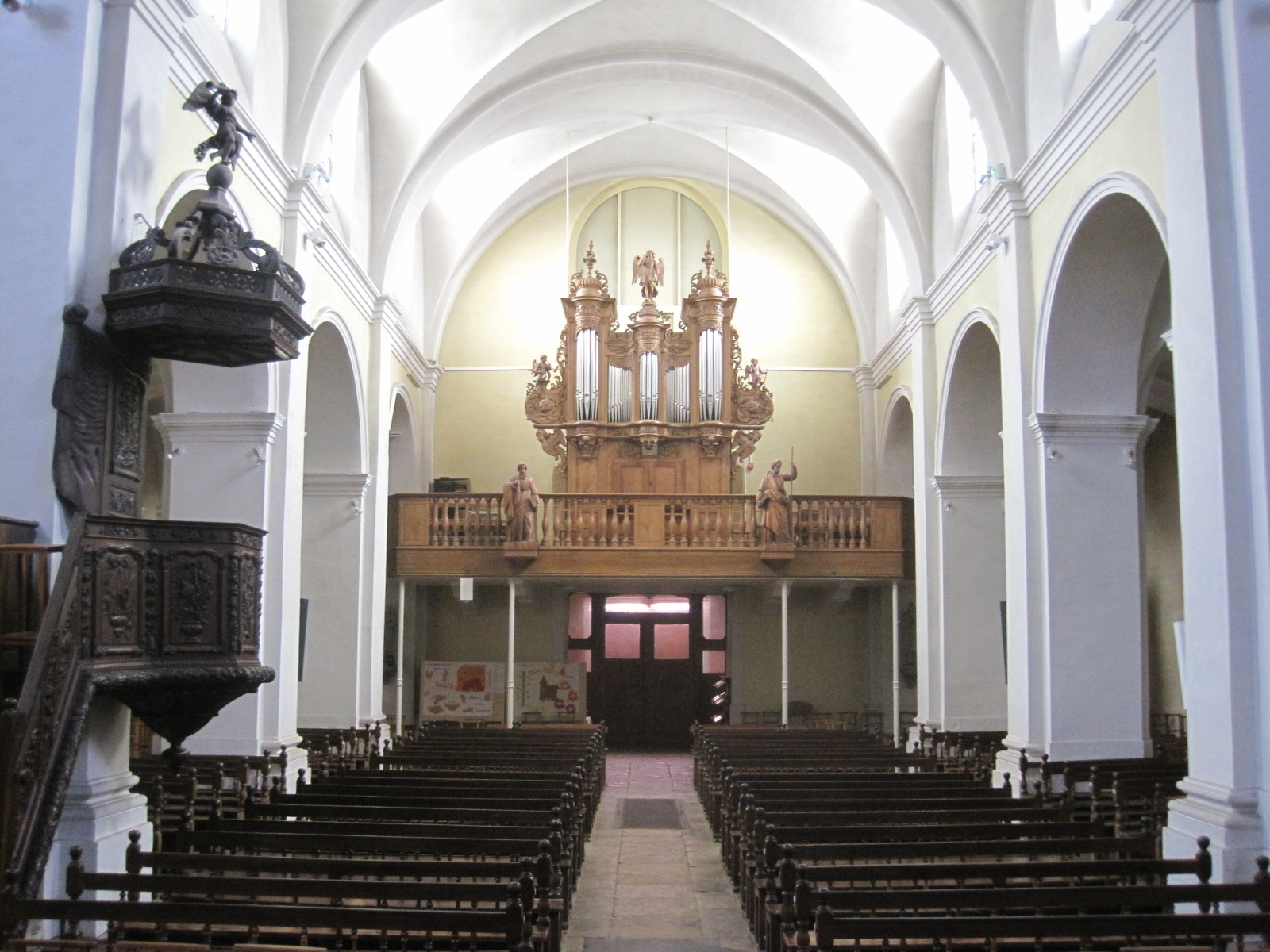

L’orgue est construit par le facteur d'orgue Marin Carouge en 1721 pour le couvent des Jacobins de Poligny. Il est classé aux monuments historiques depuis 1955.

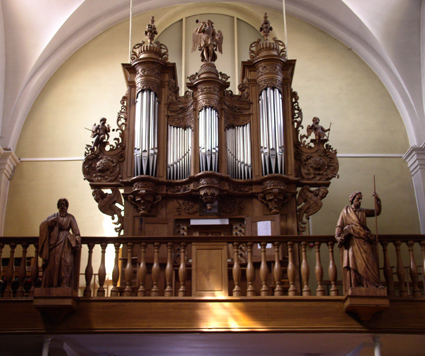
Orgue.
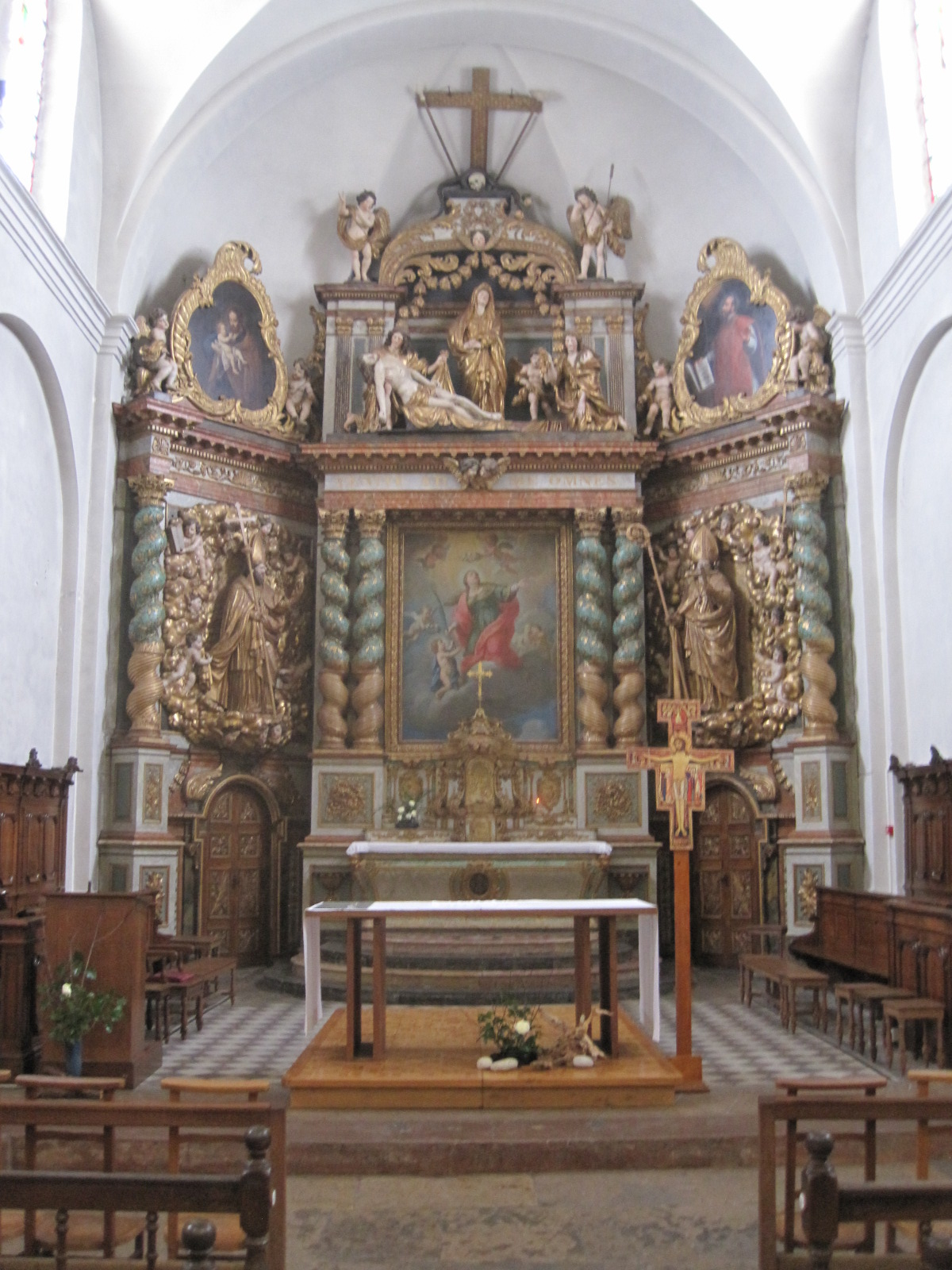
Retable.

Le retable de style baroque du XVIIe siècle est acheté en 1792 au couvent des Ursulines de Poligny après la suppression de ce dernier lors de la Révolution française. Il représente les martyrs du IIIe siècle sainte Julitte et à son fils saint Cyr et est classé aux monuments historiques depuis 1919.